# Girolamo Grillo
Girolamo Grillo (Parghelia, 18 de agosto de 1930 – Odorheiu Secuiesc, 22 de agosto de 2016) foi um bispo católico italiano.

## Biografa
Grillo foi ordenado sacerdote em 25 de abril de 1953. Eleito em 7 de abril de 1979 para a diocese de Cassano all'Jonio, em 27 de maio foi consagrado bispo pelo papa João Paulo II, tendo como co-consagrantes os arcebispos Duraisamy Simon Lourdusamy e Eduardo Martínez Somalo. Em 20 de dezembro de 1983, ele foi transferido para as dioceses aeque principaliter unidas de Civitavecchia e Tarquinia.
Bispo Grillo testemunhou o caso da Madonnina de Civitavecchia, em Civitavecchia, quando, de 2 de fevereiro a 15 de março de 1995, uma pequena estátua de Maria, vinda de Medjugorje, teria produzido lágrimas de sangue por quatorze vezes. Inicialmente cético sobre o fenômeno, o bispo mudou de opinião quando, em 15 de março, a última das quatorze lágrimas teria ocorrido enquanto segurava a estatueta nas mãos, reunido em oração junto com algumas testemunhas. Quanto ao resultado de análises científicas, das quais se constatou que o sangue das lágrimas veio de um homem, Grillo não escondeu as dificuldades teológicas da questão, sobre as quais apresentou hipóteses posteriormente compartilhadas pelos teólogos.
Em 21 de dezembro de 2006, Grillo renunciou por ter atingido os limites de idade e foi sucedido pelo bispo Carlo Chenis.
Ele assumiu o título de bispo emérito de sua diocese em 24 de fevereiro de 2007. O Papa Bento XVI o nomeou cânone da Basílica de Santa Maria Maggiore, em Roma. Ele tomou posse canônica em 7 de dezembro de 2007, na véspera da solenidade da Imaculada Conceição. Ele morreu repentinamente, devido a uma doença, durante uma visita a um orfanato romeno, na manhã de 22 de agosto de 2016.

## Obras
- Grillo G., LA VERA STORIA di un doloroso dramma d'amore, di Mons. Girolamo Grillo, Editrice SHALOM, 2011
- Grillo G., Il decalogo della gioia: conversazioni da Radio Maria, Genova: Marietti, 2007
- Grillo G., Un'eco che viene dall'anima: il passato ci segue, tutto intero in ogni istante, Marietti 1820, 2005
- Grillo G., Myriam, figlia di Sion, prefazione di Luigi Giussani, Genova: Marietti 1820, 2004
- Grillo G., La nuova evangelizzazione: teologia biblica e pastorale, Bologna: EDB, 2001
- Grillo G., Itinerario di luce: un secolo di dottrina sociale della Chiesa, prefazione di Luigi Giussani, Genova: Marietti 1820, 2001
- Grillo G., Rapporto su Civitavecchia: Luciano Lincetto a colloquio con il vescovo Girolamo Grillo, Vigodarzere: Progetto editoriale mariano, 1998
- Grillo G., Maria nella luce di Cristo: meditazioni mariane, Casale Monferrato: Piemme, 1998
- Grillo G., Manuale di sociologia, Vigodarzere: Centro editoriale cattolico Carroccio, 1993
- Grillo G., Ministero della Parola : commenti anno A, Vigodarzere: Carroccio, 1992
- Grillo G., Ministero della Parola: commenti anno C, Vigodarzere: Carroccio, 1991
  - Grillo G., Elementi di sociologia generale, Civitavecchia: Instituto superiore di scienze religiose "Veritas in charitate", 1991
- Grillo G. (a cura di), Dalla Rerum Novarum alla Centesimus Annus, Vigodarzere: Centro editoriale cattolico Carroccio, 1991
- Grillo G., Cristo non si e fermato a Eboli, Soveria Mannelli: Calabria letteraria, 1990
- Grillo G., Chiesa e problema energetico, S. l.: Italiasud, 1989
- Grillo G., Commento all'enciclica Sollicitudo rei socialis, del sommo pontefice Giovanni Paolo II nel ventesimo anniversario della Populorum progressio, S. l.! : Italiasud, 1988
- Grillo G., Presbiterio, vita interiore e comunione sacerdotale, Rivoli: Elle Di Ci, 1986
- Grillo G., Quali speranze per la mia terra?, Catanzaro: Abramo, 1984
- Grillo G., Una Diocesi del Sud si confronta con Cristo «Cristo si e fermato ad Eboli?»: Pasqua 1981, Marigliano (NA): Istituto Anselmi, 1981
- Grillo G., Eccomi...: un'avventura meravigliosa, Roma: Edizioni Pro sanctitate, stampa 1977
- Grillo G., Fondamenti psicologici dell'educazione religiosa, Roma: AVE, 1968